# Fabrizio Casazza
Fabrizio Casazza (Genova, 16 settembre 1970) è un allenatore di calcio ed ex calciatore italiano, di ruolo portiere, coordinatore dei preparatori del settore giovanile della Sampdoria.

## Biografia
Dall'unione con Lucia Ruggiero sono nati Marta nel 1993 e Massimo nel 1998.

## Carriera

### Giocatore
In carriera ha totalizzato 18 presenze in Serie A con le maglie di Venezia, Lazio e Udinese. Ha inoltre vestito la maglia di altre compagini quali Sampdoria, Verona e Torino, quando militavano in Serie B, riuscendo a conquistare la promozione in Serie A con tutte e 3 le formazioni, nel 1996 con il Verona, nel 1999 con il Torino e nel 2003 con la Sampdoria.
Con la Lazio ha vinto una Coppa Italia nella stagione 2003-2004. Attualmente milita, con il ruolo di attaccante, nella squadra Serramenti Struppa, partecipante al campionato over 40 dell'AICS Genova. 

### Allenatore
Nella stagione 2008-2009 ricopre l'incarico di allenatore della Bolzanetese nel campionato di Eccellenza.
Dalla stagione 2009-2010 assume l'incarico di preparatore dei portieri della Virtus Entella in Serie D. Nella stessa stagione ottiene la promozione in Lega Pro Seconda Divisione con il club ligure.
Il 2 marzo 2011, a causa dell'infortunio del portiere Andrea Paroni, viene tesserato dalla stessa squadra ligure fino alla fine della stagione, ricoprendo quindi il doppio ruolo di portiere ed allenatore dei portieri.
Fa il suo debutto da allenatore a Chiavari il 14 dicembre seguente nel corso di Entella-Pavia 4-1 degli Allievi per sostituire mister Scotto, allontanato dal campo. A fine stagione conclude la sua esperienza con l'Entella durata cinque anni.
Il 4 marzo 2015 passa al Savona sempre in Lega Pro come allenatore dei portieri nello staff del nuovo mister Giancarlo Riolfo. Il 17 marzo 2016 con l'arrivo di mister Maurizio Braghin diventa anche allenatore in seconda.
Dopo essere tornato per altri due anni ad allenare i portieri del Savona, dal 2020 allena i portieri della Sampdoria femminile ed è anche coordinatore dei preparatori dei portieri del settore giovanile.
Il 14 aprile 2025 subentra a Stefano Castiglione, diventando allenatore della prima squadra della Sampdoria femminile; lascia la squadra al termine della stagione dopo la retrocessione.

## Statistiche

### Calcio femminile
Statistiche aggiornate al 11 maggio 2025.
| Stagione        | Squadra         | Campionato      | Campionato | Campionato | Campionato | Campionato | Coppe nazionali | Coppe nazionali | Coppe nazionali | Coppe nazionali | Coppe nazionali | Coppe continentali | Coppe continentali | Coppe continentali | Coppe continentali | Coppe continentali | Altre coppe | Altre coppe | Altre coppe | Altre coppe | Altre coppe | Totale | Totale | Totale | Totale | % Vittorie | Piazzamento       |
| Stagione        | Squadra         | Comp            | G          | V          | N          | P          | Comp            | G               | V               | N               | P               | Comp               | G                  | V                  | N                  | P                  | Comp        | G           | V           | N           | P           | G      | V      | N      | P      | %          | Piazzamento       |
| --------------- | --------------- | --------------- | ---------- | ---------- | ---------- | ---------- | --------------- | --------------- | --------------- | --------------- | --------------- | ------------------ | ------------------ | ------------------ | ------------------ | ------------------ | ----------- | ----------- | ----------- | ----------- | ----------- | ------ | ------ | ------ | ------ | ---------- | ----------------- |
| apr.-giu. 2025  | Sampdoria       | A               | 3          | 0          | 0          | 3          | CI              | -               | -               | -               | -               | -                  | -                  | -                  | -                  | -                  | -           | -           | -           | -           | -           | 3      | 0      | 0      | 3      | &0,00      | Sub., 10º (retr.) |
| Totale carriera | Totale carriera | Totale carriera | 3          | 0          | 0          | 3          |                 | 0               | 0               | 0               | 0               |                    | -                  | -                  | -                  | -                  |             | -           | -           | -           | -           | 3      | 0      | 0      | 3      | 0,00       |                   |

## Palmarès

### Giocatore

#### Competizioni nazionali
- Coppa Italia: 1

Lazio: 2003-2004

#### Competizioni internazionali
- Coppa delle Coppe: 1

Sampdoria: 1989-1990